# アブラム・ハーシュコ
アブラム・ハーシュコ（英：Avram Hershko、洪：Herskó Ferenc、1937年12月31日 - ）は、ハンガリー系イスラエル人の生化学者である。2004年にアーロン・チカノーバー、アーウィン・ローズ と共に、「ユビキチンを介したタンパク質分解の発見」によりノーベル化学賞を受賞。

## 経歴
ハンガリーのヤース・ナジクン・ソルノク県カルツァグで生まれた。1965年、イスラエルにあるヘブライ大学のハダサー医学部にてM.Dを取得、1969年にはPh.Dを取得した。
ユビキチンプロテアソーム経路は、細胞のホメオスタシスを維持する上で重要な役割を担っており、以下のような疾患の発病と進行に関与していると考えられている。
- 癌
- 筋肉系および神経系の疾患
- 免疫と炎症の反応
- 嚢胞性線維症

ハーシュコは現在、イスラエルのファイハにあるイスラエル工科大学ラパポート医科学研究所へ教授として勤務している。また、ニューヨーク大学でも病理学の助教授として教鞭をとっている。

## 受賞歴
- 1987年 - イスラエルの Weizmann Prize for Sciences
- 1993年 - 欧州分子生物学機構 (European Molecular Biology Organization; EMBO) に選出される
- 1994年 - イスラエル賞 in Biochemistry and Medicine
- 1999年 - インスブルック大学よりWachter Prize（アーロン・チカノーバーと共同受賞）
- 1999年 - ガードナー国際賞（アレクサンダー・バーシャフスキーと共同受賞）
- 2000年 - アルバート・ラスカー基礎医学研究賞（アーロン・チカノーバー、アレクサンダー・バーシャフスキーと共同受賞）
- 2001年 - コロンビア大学よりルイザ・グロス・ホロウィッツ賞（アレクサンダー・バーシャフスキーと共同受賞）
- 2001年 - ウルフ賞医学部門（アレクサンダー・バーシャフスキーと共同受賞）
- 2001年 - マスリー賞（アレクサンダー・バーシャフスキーと共同受賞）
- 2002年 - E・B・ウィルソン・メダル（アレクサンダー・バーシャフスキーと共同受賞）
- 2004年 - ノーベル化学賞

## 執筆論文
- Hershko, A., Ciechanover, A., and Rose, I.A. (1979) "Resolution of the ATP-dependent proteolytic system from reticulocytes: A component that interacts with ATP". Proc. Natl. Acad. Sci. USA 76, pp. 3107-3110.
- Hershko, A., Ciechanover, A., Heller, H., Haas, A.L., and Rose I.A. (1980) "Proposed role of ATP in protein breakdown: Conjugation of proteins with multiple chains of the polypeptide of ATP-dependent proteolysis". Proc. Natl. Acad. Sci. USA 77, pp. 1783-1786.
- Ciechanover, A., Elias, S., Heller, H. and Hershko, A. (1982) Covalent affinity purification of ubiquitin-activating enzyme. J. Biol. Chem. 257, 2537-2542.
- Hershko, A., Heller, H., Elias, S. and Ciechanover, A. (1983) Components of ubiquitin-protein ligase system: resolution, affinity purification and role in protein breakdown. J. Biol. Chem. 258, 8206-8214.
- Hershko, A., Leshinsky, E., Ganoth, D. and Heller, H. (1984) ATP-dependent degradation of ubiquitin-protein conjugates. Proc. Natl. Acad. Sci. USA 81, 1619-1623.
- Hershko, A., Heller, H., Eytan, E. and Reiss, Y. (1986) The protein substrate binding site of the ubiquitin-protein ligase system. J. Biol. Chem. 261, 11992-11999.
- Ganoth, D., Leshinsky, E., Eytan, E., and Hershko, A. (1988) A multicomponent system that degrades proteins conjugated to ubiquitin. Resolution of components and evidence for ATP-dependent complex formation. J. Biol. Chem. 263, 12412-1241.